# 유리 (1976년)
유리(본명: 차현옥, 1975년 12월 24일 ~ )는 대한민국의 가수이며, 그룹 쿨의 멤버였다.

## 학력
- 1988년 서울교동초등학교 (졸업)
- 1994년 풍문여자고등학교 (졸업)
- 2000년 백제예술대학교 방송연예과 (94학번) (전문학사)

## 대표작

### 음반
걸프렌즈
- 《애딕트 투 타임즈》(Addict 2 Times)
- 《어나더 마이셀프》(Another Myself)

쿨
- 싱글 3집 《다 잘될 거야》
- 싱글 2집 《한여름 밤의 고백》
- 싱글 1집 《이별 앞에 서다》
- 11집 《보고 보고》
- 10.5집 《사랑을 원해》
- 《네버 엔딩 스토리 2》(Never Ending Story 2)
- 10집 《포에버》(Forever)
- 9집 《렛츠 시 웟츠 해프닝 나우》(Let`s See What`s Happening Now)
- 《베리 베스트 앨범 오브 쿨》(Very Best Album of Cool 1994~2003)
- 《쿨 베스트》(Cool Best)
- 8집 《팔잇》(8IGHT)
- 7집 《진실》
- 《베스트 오브 베스트 쿨 1020 믹스》(Best Of Best Cool 1020 Mix)
- 6집 《육익스》(6ix)
- 5집 《해석남녀》
- 4.5집 《미저리》(Misery)
- 《스피릿 오브 헝그리》(Spirit Of Hungry)
- 4집 《애상》
- 3.5집 《섬머 스토리》(Summer Story)
- 3집 《운명》
- 2집 《러브 이즈 웨이팅》(Love Is…Waiting)

## 인간 관계
- 가수 백지영, 가수 채리나, 가수 이지혜와 절친한 친구 관계이다.

## 사업
가수 백지영과 쇼핑몰 "아이엠유리"를 운영하고 있다.
2011년 4월부터 2012년 4월까지 아이엠유리 사이트의 사용 후기 997개가 허위임을 대한민국 공정거래위원회로부터 적발되었다. 백지영은 공식사과를 게재하였다.

## 가족
2014년 2월 22일 서울 강남구 논현동 발라드 베일리에서 프로골퍼 출신 사재석(1981년생)과 결혼식을 올렸다. 슬하에 1남 2녀를 뒀다.